# علامة الضرب

إشارة الضرب

علامة الضرب أو إشارة الضرب هي عبارة عن الإشارة × وذلك للتعبير عن عملية الضرب في علم الحساب.
تم اقتراح إشارة الضرب من قبل ويليام أوتريد عام 1631.